# Футю (Хіросіма, Акі)

34°23′33″ пн. ш. 132°30′16″ сх. д. / 34.39250° пн. ш. 132.50444° сх. д.
Футю́ (яп. 府中町, ふちゅうちょう, МФА: [ɸut͡ɕuː t͡ɕoː]) — містечко в Японії, в повіті Акі префектури Хіросіма. Засноване 1 січня 1937 року.　У 7—11 століттях на місці сучасного містечка Футю знаходилася адміністрація провінції Акі. Станом на 1 жовтня 2007 площа містечка становила 10,45 км². Станом на 1 червня 2011 населення містечка становило 50 305 осіб.